# Coppa delle Coppe 1971-1972 (pallacanestro maschile)
La Coppa delle Coppe 1971-1972 di pallacanestro maschile venne vinta, per il secondo anno consecutivo, dalla Simmenthal Milano.

## Risultati

### Primo turno
| Squadra 1             | Totale    | Squadra 2              | Andata | Ritorno |
| --------------------- | --------- | ---------------------- | ------ | ------- |
| Spartak ZJŠ Brno      | 224 - 150 | Arantia Larochette     | 111-65 | 113-85  |
| Fides Partenope       | 164 - 120 | USC Magonza            | 82-49  | 82-71   |
| Juventud Schweppes    | 4 - 0     | Partizani Tirana       | 2-0    | 2-0     |
| Crystal Palace        | 171 - 118 | Gladsaxe               | 83-68  | 88-50   |
| Maccabi Haifa         | 158 - 200 | Denain-Voltaire        | 82-109 | 76-91   |
| Racing Bell Mechelen  | 190 - 144 | Académica              | 113-71 | 77-73   |
| Ghouta Damasco        | 0 - 4     | Levski-Spartak         | 0-2    | 0-2     |
| AEK Atene             | 139 - 111 | Beşiktaş               | 72-45  | 67-66   |
| Handelsministerium    | 4 - 0     | Blue Stars             | 2-0    | 2-0     |
| Stella Rossa Belgrado | 196 - 139 | Helsingin Kisa-Toverit | 95-62  | 101-77  |

### Ottavi di finale
| Squadra 1          | Totale    | Squadra 2             | Andata | Ritorno |
| ------------------ | --------- | --------------------- | ------ | ------- |
| Spartak ZJŠ Brno   | 151 - 168 | Fides Partenope       | 69-76  | 82-92   |
| Juventud Schweppes | 217 - 107 | Crystal Palace        | 120-62 | 97-45   |
| Denain-Voltaire    | 146 - 158 | Racing Bell Mechelen  | 74-68  | 72-90   |
| Levski-Spartak     | 170 - 184 | AEK Atene             | 103-69 | 67-115  |
| Handelsministerium | 158 - 205 | Stella Rossa Belgrado | 90-97  | 68-108  |

Simmenthal Milano qualificata automaticamente ai quarti.

### Quarti di finale

#### Gruppo A
|    | Squadra              | G | V | P | PF  | PS  | Dif | P.ti |
| -- | -------------------- | - | - | - | --- | --- | --- | ---- |
| 1. | Fides Partenope      | 2 | 2 | 0 | 335 | 321 | +14 | 4    |
| 2. | Juventud Schweppes   | 2 | 1 | 1 | 303 | 314 | -11 | 3    |
| 3. | Racing Bell Mechelen | 2 | 0 | 2 | 325 | 328 | -3  | 2    |

#### Gruppo B
|    | Squadra               | G | V | P | PF  | PS  | Dif | P.ti |
| -- | --------------------- | - | - | - | --- | --- | --- | ---- |
| 1. | Stella Rossa Belgrado | 2 | 2 | 0 | 322 | 307 | +15 | 4    |
| 2. | Simmenthal Milano     | 2 | 1 | 1 | 345 | 279 | +66 | 3    |
| 3. | AEK Atene             | 2 | 0 | 2 | 296 | 377 | -81 | 2    |

|  | Qualificate alle semifinali |
|  | Eliminata                   |

### Semifinali
| Squadra 1          | Totale    | Squadra 2             | Andata | Ritorno |
| ------------------ | --------- | --------------------- | ------ | ------- |
| Fides Partenope    | 152 - 161 | Simmenthal Milano     | 69-85  | 83-76   |
| Juventud Schweppes | 153 - 160 | Stella Rossa Belgrado | 83-70  | 70-90   |

### Finale
Salonicco, 21 marzo 1972
| Squadra 1         | Risultato | Squadra 2             |
| ----------------- | --------- | --------------------- |
| Simmenthal Milano | 74 - 70   | Stella Rossa Belgrado |

| Coppa delle Coppe 1971-1972 |
| --------------------------- |
| Simmenthal Milano 2º titolo |

## Formazione vincitrice
| N° | Naz.                   | Ruolo | Sportivo          |  | Alt. |  |
| -- | ---------------------- | ----- | ----------------- |  | ---- |  |
| 5  | Italia (bandiera)      | P     | Giulio Iellini    |  |      |  |
| 6  | Italia (bandiera)      | G     | Giuseppe Brumatti |  |      |  |
| 7  | Italia (bandiera)      |       | Doriano Iacuzzo   |  |      |  |
| 8  | Italia (bandiera)      | C     | Massimo Masini    |  |      |  |
| 9  | Italia (bandiera)      | A     | Renzo Bariviera   |  |      |  |
| 10 | Italia (bandiera)      | AP    | Mauro Cerioni     |  |      |  |
| 11 | Italia (bandiera)      |       | Claudio Ferrari   |  |      |  |
| 13 | Italia (bandiera)      | G     | Paolo Bianchi     |  |      |  |
| 14 | Italia (bandiera)      | P     | Giorgio Giomo     |  |      |  |
| 18 | Stati Uniti (bandiera) | C     | Art Kenney        |  |      |  |
|    | Italia (bandiera)      | C     | Sergio Borlenghi  |  |      |  |
|    | Italia (bandiera)      |       | Marco Crisafulli  |  |      |  |
|    | Italia (bandiera)      | All.  | Cesare Rubini     |  |      |  |